# 烏茲洛瓦亞區

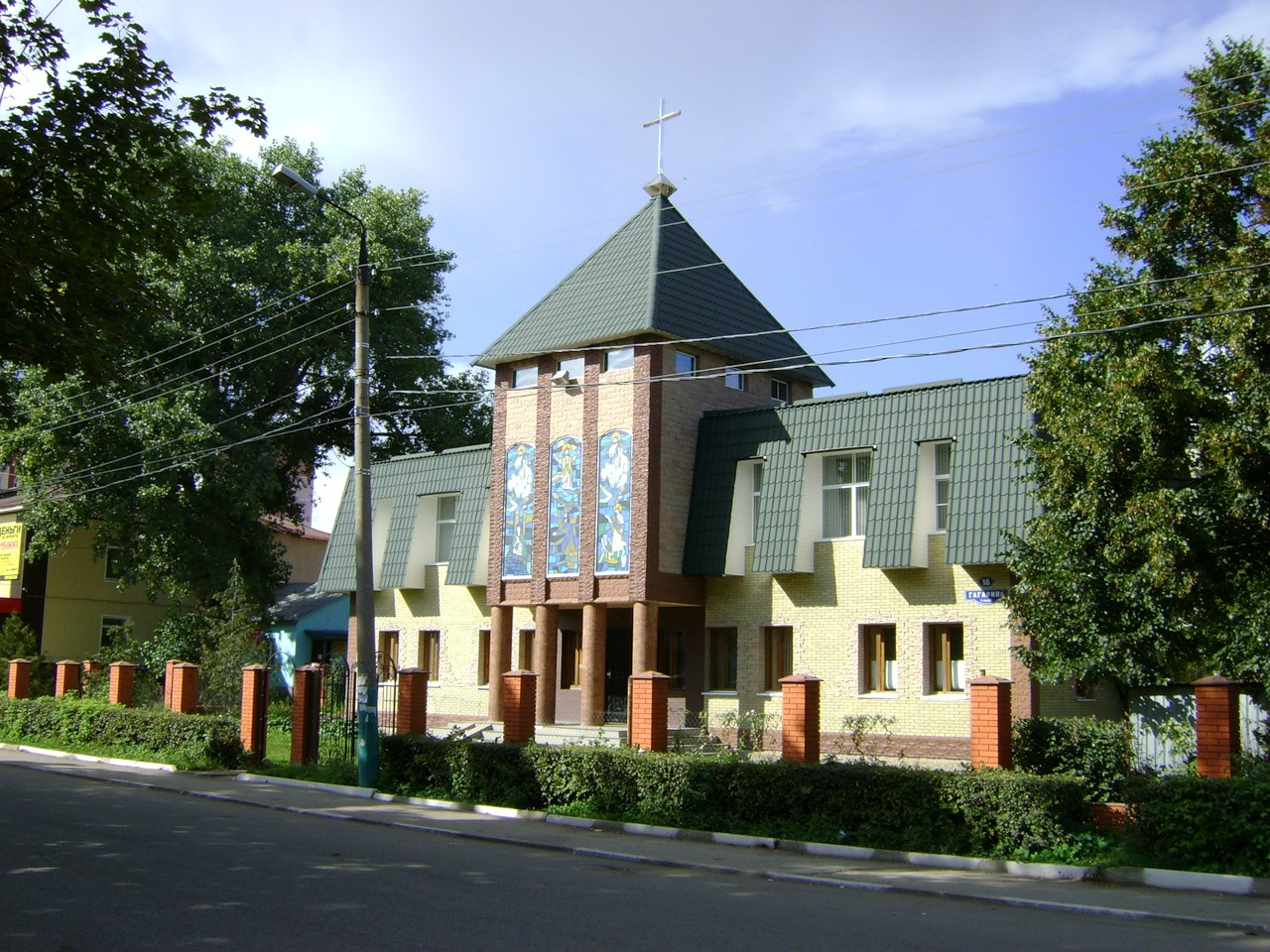

53°59′N 38°10′E / 53.983°N 38.167°E
烏茲洛瓦亞區（俄语：Узловский район），是俄羅斯的一個區，位於該國西部，由圖拉州負責管轄，面積567平方公里，2010年該區人口85,173，人口密度每平方公里150.22人。